# Кратер Ефронія
Кратер Ефронія  (англ. Euphronios Krater) — один з найкращих зразків вазопису, створеного відомим давньогрецьким художником Ефронієм.

## Опис твору
Кратер — керамічна ваза, призначена для змішування вина з джерельною водою. Керамісти Аттики мали довготривалі торговельні зв'язки з етрусками, котрим постачали різноманітний посуд. Великі за розмірами кратери користувались попитом і аттичні майстри отримували від їх продажу значні кошти. Саме в етруському похованні була знайдена і цариця ваз — кратер Клітія. Висота кратера Клітія становить 66 см, максимальний діаметр — 180 см. Кратер Ефроніямає більш досконалий силует і трохи менші розміри, висота — 45,7 см, діаметр — 55,1 см.
Боки кратера Ефронія прикрашені всього двома сценами. На лицьовій стороні — бог смерті (Танатос) та бог сну (Гіпнос) у присутності Гермеса переносять мертве тіло Сарпедона (один з епізодів Троянської війни) для поховання на батьківщині. Зображення богів грецького пантеону — розповсюджена практика вазопису. Нетиповою була зворотня сцена, де подано побутову сцену з трьома молодиками, можливо у палесті.

## Історія і провенанс
За проведеними розслідуваннями кратер знайдений приблизно у 1971 році і походить з незаконних розкопок, потайки поведених у етруському некрополі Черветері. Кратер продав за один мільйон 200 000 доларів арт-ділер з Швейцарії Роберта Хехт-молодший. Кратер придбав Музей мистецтва Метрополітен. При апаратному обстеженні експонат а була підтверджена його оригінальність, а також походження з етруського поховання.
У період з 1972 до 2008 року кратер перебував у збірках музею мистецтва Метрополітен. Роберта Хехт-молодший стверджував, що придбав унікальний кратер з приватного зібрання, аби спростувати звинувачення у протиправній торгівлі краденими експонатами. Домузейним побутуванням експоната опікувався тодішній директор музею Метрополітен Томас Ховінг. 2006 року відбувся суд над італійським дилером, що незаконно продав викрадений кратер у Швейцарію. Була підписана угода між керівництвом музею Метрополітен та урядом республіки Італія про повернення у Рим викраденого кратера, а також декількох інших експонатів подібного походження у обмін на експонати для довготривалого експонування у Музеї Метрополітен.
Кратер Ефронія перевезли до Рима і передали на експонування у Національний музей етрусків, розташованому на віллі Джулія.

## Галерея

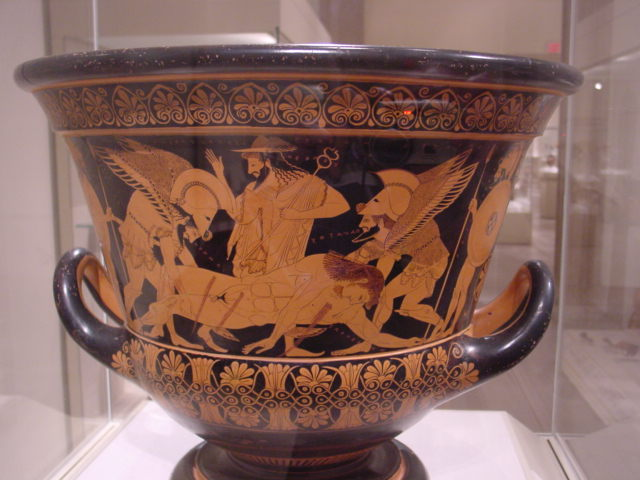
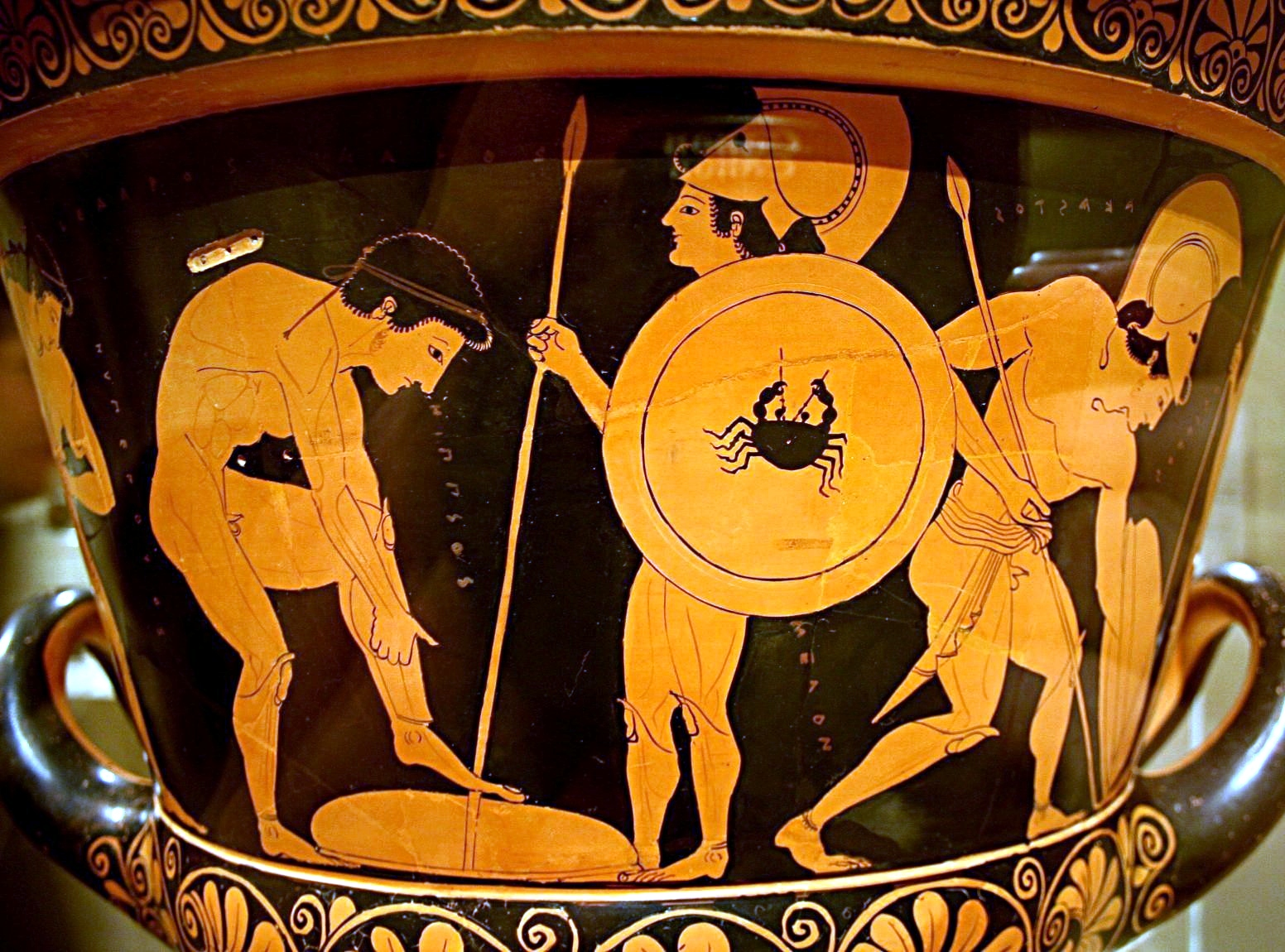
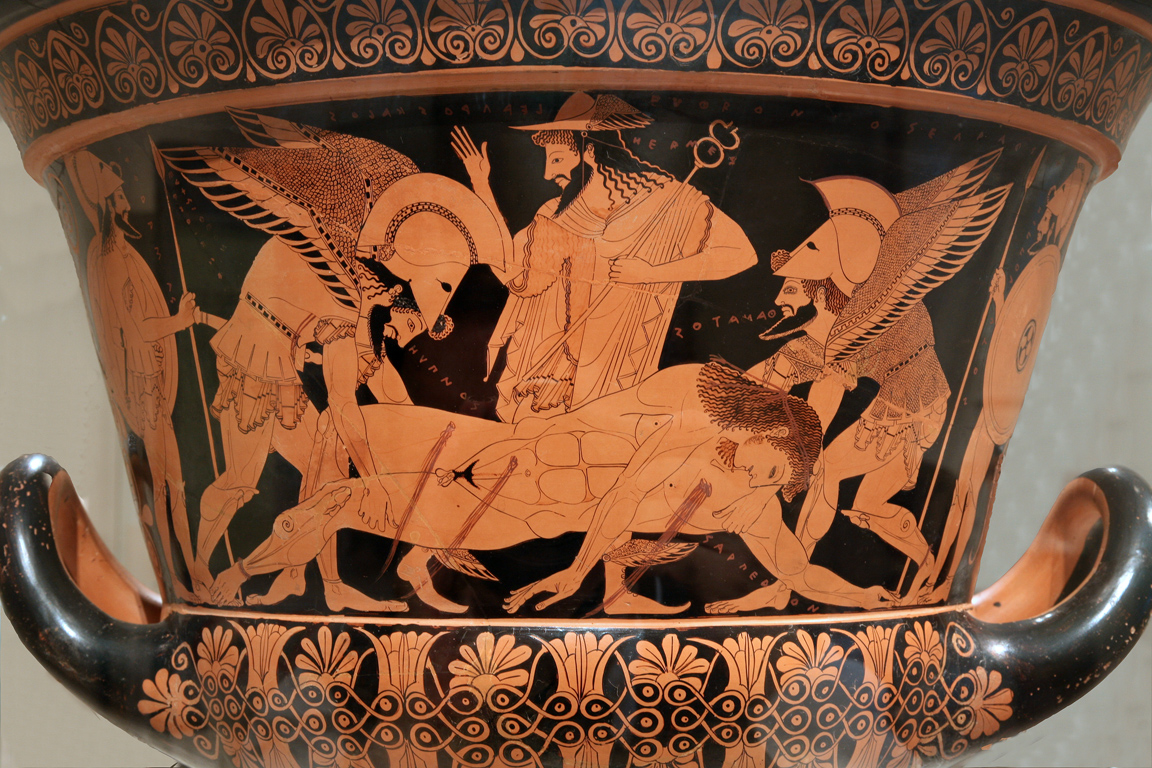